# Gabriele Beyerlein
Gabriele Beyerlein (* 1. März 1949 in Roding) ist eine deutsche Kinder- und Jugendbuchautorin.

## Leben und Wirken
Gabriele Beyerlein studierte Psychologie in Wien und Erlangen, wo sie auch promovierte. Danach war sie sieben Jahre in der sozialwissenschaftlichen Forschung und Lehre tätig.
Seit 1987 ist sie freie Autorin und wendet sich mit ihren Erzählungen, Romanen und erzählenden Sachbüchern an Kinder- und Jugendliche sowie Erwachsene. Bereits in der Kindheit „nachhaltig geprägt“ von Alois Theodor Sonnleitners Trilogie Die Höhlenkinder, liegt ihr besonderer Schwerpunkt beim archäologischen und historischen Jugendroman, daneben feierte sie aber auch große Erfolge mit phantastischer Literatur. Zwischen 2005 und 2009 erschien von ihr zudem eine mehrfach ausgezeichnete „Berlin-Trilogie“, die sich beispielhaft anhand dreier Protagonistinnen mit der Frauengeschichte Ende des 19. Jahrhunderts im Deutschen Kaiserreich auseinandersetzt.
Ihre zahlreichen Kinder- und Jugendbücher erschienen u. a. im Thienemann Verlag und im Arena Verlag. Seit 2011 legt sie auch Neuausgaben ihrer vergriffenen Titel in der Edition Gegenwind vor.
Gabriele Beyerlein lebt heute in Darmstadt, ist verheiratet und hat zwei Kinder.

## Auszeichnungen
- 2005: „Buch des Monats“ – Deutsche Akademie für Kinder- und Jugendliteratur in Volkach: In Berlin vielleicht
- 2006: Nominiert (Shortlist) für Sir-Walter-Scott-Preis: In Berlin vielleicht
- 2008: Heinrich-Wolgast-Preis der GEW für In Berlin vielleicht
- 2009: Nominiert für Buxtehuder Bulle: Es war in Berlin
- 2010: Nominiert (Shortlist) für Sir-Walter-Scott-Preis: Es war in Berlin
- 2010: Gerhard-Beier-Preis für Es war in Berlin

## Bibliografie

### Romane
- Die Göttin im Stein. Weitbrecht Verlag, Stuttgart 1999. ISBN 3-522-71785-6.

TB-Neuausgabe: Edition Gegenwind – BoD, Norderstedt 2015. ISBN 978-3-7347-6990-0.

### Kinder- und Jugendliteratur

#### Kinderbücher
- Der goldene Kegel. Arena, 1991.

Neuauflagen: Deutscher Taschenbuch Verlag 1997, Thienemann Verlag 2007. ISBN 978-3-522-17904-1.
- Gabriele Beyerlein erzählt von den Steinzeitjägern. Oetinger, 1991.
- Gabriele Beyerlein erzählt vom Mittelalter. Oetinger, 1992. ISBN 3-7891-7506-4.

Neuauflage: Stadt, Land, Burg. Eine Geschichte aus dem Mittelalter. Verlag an der Este, 2010.
- Gabriele Beyerlein erzählt vom Gletschermann. Oetinger 1993.
- Am Berg des weißen Goldes. Dressler Verlag 1994. (Neuausgabe: Der Berg des weißen Goldes. Thienemann 2005)
- Gabriele Beyerlein erzählt von den Keltenfürsten. Oetinger, 1995.

TB-Neuausgabe: Ilo und die Keltenfürsten. Illustrationen: Tilman Michalski. Edition Gegenwind – BoD, Norderstedt 2012. ISBN 978-3-8482-1627-7.
- Der Schatz von Atlantis. Thienemann, 2000. ISBN 3-522-17313-9.

Neuauflagen: Carlsen 2004 ISBN 3-551-35318-2; Ernst Klett (Gekürzte Fassung), 2005. ISBN 3-12-262560-1; Edition Gegenwind – BoD, Norderstedt 2017. ISBN 978-3-7448-6823-5.
- Der schwarze Mond. Phantastisches Kinderbuch. Thienemann, 2001. ISBN 3-522-17386-4.

Neuauflagen: Carlsen, 2004 ISBN 3-551-35346-8, 2006 ISBN 3-551-35559-2, Süddeutsche Zeitung („Junge Bibliothek“), 2009. ISBN 3-86615-733-9
TB-Neuausgabe: Edition Gegenwind – Create Space, North Charleston 2013. ISBN 978-1-4928-5967-3.
- Verloren auf Burg Frankenstein. Erstleser-Erzählung. Thienemann, 2002. Verlag an der ESTE 2007.
- Lara und das Geheimnis der Mühle. Thienemann, 2004.

TB-Neuausgabe: Edition Gegenwind – BoD, Norderstedt 2011. ISBN 978-3-8423-3383-3.
- Das Mädchen mit dem Amulett. Phantastisches Kinderbuch. Thienemann, 2006.
- Bea am anderen Ende der Welt. Thienemann, 2008. ISBN 978-3-522-18100-6.
- TB-Neuausgabe: Edition Gegenwind – BoD, Norderstedt 2012. ISBN 978-3-8482-1609-3
- Steinzeit – Die Welt unserer Vorfahren. Arena, 2008. ISBN 978-3-401-05753-8.
- Schwarzes Wasser. Thienemann, 2010.

TB-Neuausgabe: Schwarzes Wasser oder Ein neues Leben. Edition Gegenwind – BoD, Norderstedt 2015. ISBN 978-3-7386-2640-7.
- In die Steinzeit und zurück – Eine abenteuerliche Zeitreise. Hase und Igel Verlag, 2012. ISBN 978-3-86760-157-3.
- Ins Mittelalter und zurück – Eine abenteuerliche Zeitreise. Hase und Igel Verlag, 2014. ISBN 978-3-86760-175-7.
- Aja oder Alles ganz anders. Edition Gegenwind – BoD, Norderstedt 2020. ISBN 978-3-7504-0995-8.

#### Jugendbücher
- Die Keltenkinder. Arena, 1987.
- Die Maske im See. Arena, 1988.
- Die Sonne bleibt nicht stehen. Arena, 1988.
- Die Kette der Dragomira. Arena, 1989.

TB-Neuausgabe: Edition Gegenwind – BoD, Norderstedt 2015. ISBN 978-3-7347-6682-4.
- Der dunkle Spiegel. 1989.
- In ein Land, das ich dir zeigen werde. 1990.
- Wie ein Falke im Wind. Thienemann 1993, Neuauflage 2010.
- Die Entscheidung am heiligen Felsen. 1993.
- Die Höhle der weißen Wölfin. Dressler, 1996, 1997; Taschenbuch Arena 2003.
- Das Feuer von Kreta. Dressler, 1999.
- Die Maske des Verräters. Arena, 2001.
- Vollmondnächte. Märchenroman. Thienemann, 2003.

#### Die Berlin-Trilogie (Jugendliche und Erwachsene)
- In Berlin vielleicht. Thienemann, 2005.

TB-Neuausgabe: Edition Gegenwind – Create Space, North Charleston 2013. ISBN 978-1-4928-2013-0.
- Berlin, Bülowstr. 80a. Thienemann, 2007.

TB-Neuausgabe: Edition Gegenwind – Create Space, North Charleston 2014. ISBN 978-3-522-17823-5.
- Es war in Berlin. Thienemann, 2009.

TB-Neuausgabe: Edition Gegenwind – BoD, Norderstedt 2015. ISBN 978-3-7347-6794-4.